# Acide 3-hydroxypropanoïque
L'acide 3-hydroxypropanoïque, dont l'anion est souvent appelé 3-hydroxypropionate, est un acide carboxylique hydroxylé, spécifiquement un β-acide hydroxylé. C'est un liquide visqueux acide avec un pKa de 4,5. Il est très soluble dans l'eau, soluble dans l'éthanol et miscible avec l'éther diéthylique. À température d'ébullition, il se déshydrate pour former de l'acide acrylique.
L'acide 3-hydroxypropanoïque est utilisé dans la production industrielle de divers composés chimiques tels que des acrylates. Il peut être également produit par certaines bactéries.